# Stati per superficie
Qui di seguito una lista di stati del mondo in ordine decrescente di superficie.

## Mappa

Paesi per superficie

## Descrizione
I valori sono espressi in km². Le dipendenze sono mostrate con lo stato principale; viene data anche l'area totale, ma la lista è ordinata in base alle superfici senza le dipendenze.
Le superfici comprendono anche le masse d'acqua della terraferma (laghi e fiumi).
La prima classifica riflette le posizioni di tutti gli Stati comprese le dipendenze, la seconda classifica comprende la posizione dei soli Stati indipendenti.

## Lista di stati e dipendenze, ordinate in base alla superficie
La lista include i 195 stati di cui sopra, le 68 dipendenze riconosciute, gli oceani, l'Antartide, le Isole Spratly (numero 248) e le Isole Paracelso (numero 262) che sono reclamate da diversi stati, per un totale complessivo di 270 territori. La striscia di Gaza e la Cisgiordania sono state raggruppate sotto la Palestina e quindi nell'elenco si trovano 269 territori.

Il mondo è indicato senza posizione in quanto rappresenta il totale della superficie di tutti quanti i territori. L'Unione europea è indicata senza posizione a solo scopo indicativo (in quanto tutti i paesi suoi componenti sono già presenti in lista).
| Posizione | Stato/Territorio                                         | Continente                                    | Superficie (km²)                                                | % acque      |
| –         | Mondo                                                    |                                               | 510065285 km² (terra 148939063,22 km²) (acqua 361126221,78 km²) |              |
| 1         | Russia                                                   | Europa - Asia                                 | 17 125 306                                                      | 11,5         |
| –         | Antartide                                                | Antartide                                     | 14 000 000                                                      | 8,92         |
| 2         | Canada                                                   | Americhe                                      | 9 984 673                                                       | 8,92         |
| 3         | Stati Uniti                                              | Americhe                                      | 9 834 000                                                       | 6,76         |
| 4         | Cina                                                     | Asia                                          | 9 287 000                                                       | 3,10         |
| 5         | Brasile                                                  | Americhe                                      | 8 547 393                                                       | 0,72         |
| 6         | Australia                                                | Oceania                                       | 7 703 429                                                       | 0,90         |
| 7         | India                                                    | Asia                                          | 3 287 263                                                       | 9.60         |
| 8         | Argentina                                                | Americhe                                      | 2 780 272                                                       | 1,10         |
| 9         | Kazakistan                                               | Europa - Asia                                 | 2 724 921                                                       | 0,475        |
| 10        | Algeria                                                  | Africa                                        | 2 381 741                                                       | trascurabile |
| 11        | RD del Congo                                             | Africa                                        | 2 345 415                                                       | 3,30         |
| 12        | Groenlandia ( Danimarca)                                 | Americhe                                      | 2 166 086                                                       | 83,10        |
| 13        | Arabia Saudita                                           | Asia                                          | 2 149 690                                                       | 0            |
| 14        | Messico                                                  | Americhe                                      | 1 972 565                                                       | 2,50         |
| 15        | Indonesia                                                | Asia                                          | 1 904 569                                                       | 4,85         |
| 16        | Sudan                                                    | Africa                                        | 1 886 068                                                       | 5,18         |
| 17        | Libia                                                    | Africa                                        | 1 759 540                                                       | 0,50         |
| 18        | Iran                                                     | Asia                                          | 1 648 000                                                       | 0,70         |
| 19        | Mongolia                                                 | Asia                                          | 1 564 116                                                       | 0,60         |
| 20        | Perù                                                     | Americhe                                      | 1 285 220                                                       | 0,40         |
| 21        | Ciad                                                     | Africa                                        | 1 284 000                                                       | 1,90         |
| 22        | Niger                                                    | Africa                                        | 1 267 000                                                       | 0,02         |
| 23        | Angola                                                   | Africa                                        | 1 246 700                                                       | trascurabile |
| 24        | Mali                                                     | Africa                                        | 1 240 000                                                       | 1,60         |
| 25        | Sudafrica                                                | Africa                                        | 1 219 932                                                       | 6,00         |
| 26        | Colombia                                                 | Americhe                                      | 1 138 910                                                       | 8,10         |
| 27        | Etiopia                                                  | Africa                                        | 1 127                                                           | 0,70         |
| 28        | Bolivia                                                  | Americhe                                      | 1 098 580                                                       | 1,29         |
| 29        | Mauritania                                               | Africa                                        | 1 030 700                                                       | trascurabile |
| 30        | Egitto                                                   | Africa - Asia                                 | 1 001 450                                                       | 0,632        |
| 31        | Tanzania                                                 | Africa                                        | 945 087                                                         | 6,20         |
| 32        | Nigeria                                                  | Africa                                        | 923 768                                                         | 1,40         |
| 33        | Venezuela                                                | Americhe                                      | 912 050                                                         | 0,30         |
| 34        | Pakistan                                                 | Asia                                          | 881 913                                                         | 3,10         |
| 35        | Namibia                                                  | Africa                                        | 825 418                                                         | 0            |
| 36        | Mozambico                                                | Africa                                        | 801 590                                                         | 2,20         |
| 37        | Turchia                                                  | Europa - Asia                                 | 780 580                                                         | 1,30         |
| 38        | Cile                                                     | Americhe                                      | 756 950                                                         | 1,07         |
| 39        | Zambia                                                   | Africa                                        | 752 614                                                         | 1            |
| 40        | Marocco                                                  | Africa                                        | 710 850                                                         | 1,059        |
| 41        | Birmania                                                 | Asia                                          | 678 500                                                         | 3,06         |
| 42        | Afghanistan                                              | Asia                                          | 647 500                                                         | 0            |
| 43        | Sudan del Sud                                            | Africa                                        | 644 329                                                         | 0            |
| 44        | Somalia                                                  | Africa                                        | 637 657                                                         | 1,62         |
| 45        | Rep. Centrafricana                                       | Africa                                        | 623 004                                                         | 1,62         |
| 46        | Ucraina                                                  | Europa                                        | 603 700                                                         | trascurabile |
| 47        | Botswana                                                 | Africa                                        | 600 370                                                         | 2,60         |
| 48        | Madagascar                                               | Africa                                        | 587 040                                                         | 0,60         |
| 49        | Kenya                                                    | Africa                                        | 582 650                                                         | 0,60         |
| 50        | Francia                                                  | Europa                                        | 543 965                                                         | 0,52         |
| 51        | Yemen                                                    | Asia                                          | 525 970                                                         | trascurabile |
| 52        | Thailandia                                               | Asia                                          | 514 000                                                         | 0,40         |
| 53        | Spagna                                                   | Europa - Africa                               | 504 782                                                         | 1,04         |
| 54        | Papua Nuova Guinea                                       | Oceania                                       | 462 840                                                         | 2,00         |
| 55        | Turkmenistan                                             | Asia                                          | 491 210                                                         | 1,30         |
| 56        | Svezia                                                   | Europa                                        | 450 295                                                         | 8,67         |
| 57        | Camerun                                                  | Africa                                        | 449 964                                                         | 1,3          |
| 58        | Uzbekistan                                               | Asia                                          | 447 543                                                         | 4,90         |
| 59        | Iraq                                                     | Asia                                          | 437 072                                                         | trascurabile |
| 60        | Paraguay                                                 | Americhe                                      | 406 750                                                         | 2,30         |
| 61        | Zimbabwe                                                 | Africa                                        | 390 580                                                         | 1,00         |
| 62        | Giappone                                                 | Asia                                          | 377 975                                                         | 0,80         |
| 63        | Germania                                                 | Europa                                        | 357 021                                                         | 2,18         |
| 64        | Rep. del Congo                                           | Africa                                        | 342 000                                                         | 3,30         |
| 65        | Finlandia                                                | Europa                                        | 338 145                                                         | 10,20        |
| 66        | Malaysia                                                 | Asia                                          | 330 803                                                         | 0,30         |
| 67        | Vietnam                                                  | Asia                                          | 329 560                                                         | 1,27         |
| 68        | Norvegia                                                 | Europa                                        | 323 830                                                         | 6,00         |
| 69        | Costa d'Avorio                                           | Africa                                        | 322 460                                                         | 1,40         |
| 70        | Polonia                                                  | Europa                                        | 313 893                                                         | 3,40         |
| 71        | Oman                                                     | Asia                                          | 309 500                                                         | 0            |
| 72        | Italia                                                   | Europa                                        | 302 073                                                         | 2,4          |
| 73        | Filippine                                                | Asia                                          | 300 000                                                         | 0,60         |
| 74        | Ecuador                                                  | Americhe                                      | 283 560                                                         | 2,37         |
| 75        | Burkina Faso                                             | Africa                                        | 274 200                                                         | 0,10         |
| 76        | Nuova Zelanda                                            | Oceania                                       | 268 680                                                         | 1,60         |
| 77        | Gabon                                                    | Africa                                        | 267 667                                                         | trascurabile |
| 78        | Guinea                                                   | Africa                                        | 245 857                                                         | trascurabile |
| 79        | Regno Unito                                              | Europa                                        | 244 820                                                         | 1,30         |
| 80        | Ghana                                                    | Africa                                        | 239 460                                                         | 3,50         |
| 81        | Romania                                                  | Europa                                        | 237 516                                                         | 3,00         |
| 82        | Laos                                                     | Asia                                          | 236 800                                                         | 2,00         |
| 83        | Uganda                                                   | Africa                                        | 236 040                                                         | 18,20        |
| 84        | Guyana                                                   | Americhe                                      | 214 970                                                         | 8,40         |
| 85        | Bielorussia                                              | Europa                                        | 207 600                                                         | molto bassa  |
| 86        | Kirghizistan                                             | Asia                                          | 198 500                                                         | 3,80         |
| 87        | Senegal                                                  | Africa                                        | 196 190                                                         | 2,10         |
| 88        | Siria                                                    | Asia                                          | 185 180                                                         | 0,06         |
| 89        | Cambogia                                                 | Asia                                          | 181 044                                                         | 2,50         |
| 90        | Uruguay                                                  | Americhe                                      | 176 220                                                         | 1,50         |
| 91        | Tunisia                                                  | Africa                                        | 163 610                                                         | 5,00         |
| 92        | Suriname                                                 | Americhe                                      | 163 270                                                         | 1,10         |
| 93        | Nepal                                                    | Asia                                          | 147 181                                                         | 2,80         |
| 94        | Bangladesh                                               | Asia                                          | 144 000                                                         | 8            |
| 95        | Tagikistan                                               | Asia                                          | 143 100                                                         | 0,30         |
| 96        | Grecia                                                   | Europa                                        | 131 940                                                         | 0,86         |
| 97        | Nicaragua                                                | Americhe                                      | 129 494                                                         | 2,90         |
| 98        | Eritrea                                                  | Africa                                        | 121 320                                                         | trascurabile |
| 99        | Corea del Nord                                           | Asia                                          | 120 540                                                         | 0,10         |
| 100       | Malawi                                                   | Africa                                        | 118 480                                                         | 20,60        |
| 101       | Benin                                                    | Africa                                        | 112 620                                                         | 1,80         |
| 102       | Honduras                                                 | Americhe                                      | 112 090                                                         | trascurabile |
| 103       | Liberia                                                  | Africa                                        | 111 370                                                         | 13,514       |
| 104       | Bulgaria                                                 | Europa                                        | 110 910                                                         | 0,30         |
| 105       | Cuba                                                     | Americhe                                      | 110 860                                                         | trascurabile |
| 106       | Guatemala                                                | Americhe                                      | 108 890                                                         | 0,40         |
| 107       | Islanda                                                  | Europa                                        | 103 000                                                         | 2,70         |
| 108       | Corea del Sud                                            | Asia                                          | 98 480                                                          | 0,3          |
| 109       | Ungheria                                                 | Europa                                        | 93 030                                                          | 0,74         |
| 110       | Portogallo                                               | Europa - Africa                               | 92 391                                                          | 0,5          |
| 111       | Giordania                                                | Asia                                          | 92 300                                                          | 0,01         |
| 112       | Guyana francese ( Francia)                               | Americhe                                      | 91 000                                                          |              |
| 113       | Azerbaigian                                              | Europa - Asia                                 | 86 600                                                          | 1,6%         |
| 114       | Austria                                                  | Europa                                        | 83 870                                                          | 1,3%         |
| 115       | Emirati Arabi Uniti                                      | Asia                                          | 82 880                                                          | 0%           |
| 116       | Rep. Ceca                                                | Europa                                        | 78 866                                                          | 2%           |
| 117       | Panama                                                   | Americhe                                      | 78 200                                                          | 2,9%         |
| 118       | Serbia                                                   | Europa                                        | 77 474                                                          | 0,13%        |
| 119       | Sierra Leone                                             | Africa                                        | 71 740                                                          | 0,2%         |
| 120       | Irlanda                                                  | Europa                                        | 70 286                                                          | 2,00%        |
| 121       | Georgia                                                  | Europa - Asia                                 | 69 700                                                          | trascurabile |
| 122       | Sri Lanka                                                | Asia                                          | 65 610                                                          | 1,3%         |
| 123       | Lituania                                                 | Europa                                        | 65 200                                                          | trascurabile |
| 124       | Lettonia                                                 | Europa                                        | 64 589                                                          | 1,5%         |
| 125       | Svalbard e Jan Mayen ( Norvegia)                         | Europa                                        | 62 427                                                          |              |
| 126       | Togo                                                     | Africa                                        | 56 785                                                          | 4,2%         |
| 127       | Croazia                                                  | Europa                                        | 56 551                                                          | 1,90%        |
| 128       | Bosnia ed Erzegovina                                     | Europa                                        | 51 129                                                          | trascurabile |
| 129       | Costa Rica                                               | Americhe                                      | 51 100                                                          | 0,7%         |
| 130       | Slovacchia                                               | Europa                                        | 49 035                                                          | trascurabile |
| 131       | Rep. Dominicana                                          | Americhe                                      | 48 730                                                          | 1,6%         |
| 132       | Bhutan                                                   | Asia                                          | 47 000                                                          | 15%          |
| 133       | Estonia                                                  | Europa                                        | 45 226                                                          | 4,56%        |
| 134       | Danimarca                                                | Europa                                        | 43 094                                                          | 1,6%         |
| 135       | Paesi Bassi                                              | Europa                                        | 41 526                                                          | 18,41%       |
| 136       | Svizzera                                                 | Europa                                        | 41 290                                                          | 3,7%         |
| 137       | Guinea-Bissau                                            | Africa                                        | 36 120                                                          | 12%          |
| 138       | Taiwan                                                   | Asia                                          | 35 980                                                          | 10,34%       |
| 139       | Moldavia                                                 | Europa                                        | 33 843                                                          | 1,4%         |
| 140       | Belgio                                                   | Europa                                        | 30 528                                                          | 6,2%         |
| 141       | Lesotho                                                  | Africa                                        | 30 355                                                          | trascurabile |
| 142       | Armenia                                                  | Europa - Asia                                 | 29 800                                                          | 4,7%         |
| 143       | Albania                                                  | Europa                                        | 28 748                                                          | 4,7%         |
| 144       | Isole Salomone                                           | Oceania                                       | 28 450                                                          | 3,2%         |
| 145       | Guinea Equatoriale                                       | Africa                                        | 28 051                                                          | trascurabile |
| 146       | Burundi                                                  | Africa                                        | 27 830                                                          | 7,8%         |
| 147       | Haiti                                                    | Americhe                                      | 27 750                                                          | 0,7%         |
| 148       | Ruanda                                                   | Africa                                        | 26 338                                                          | 5,3%         |
| 149       | Macedonia del Nord                                       | Europa                                        | 25 333                                                          | 1,9%         |
| 150       | Gibuti                                                   | Africa                                        | 23 000                                                          | 0%           |
| 152       | Belize                                                   | Americhe                                      | 22 968                                                          | 0,7%         |
| 153       | El Salvador                                              | Americhe                                      | 21 040                                                          | 1,5%         |
| 154       | Israele                                                  | Asia                                          | 20 770                                                          | ~2%          |
| 155       | Slovenia                                                 | Europa                                        | 20 273                                                          | 0,6%         |
| 156       | Nuova Caledonia ( Francia)                               | Oceania                                       | 19 060                                                          | trascurabile |
| 157       | Figi                                                     | Oceania                                       | 18 270                                                          | trascurabile |
| 158       | Kuwait                                                   | Asia                                          | 17 820                                                          | trascurabile |
| 159       | eSwatini                                                 | Africa                                        | 17 363                                                          | 0,9%         |
| 160       | Timor Est                                                | Asia                                          | 15 007                                                          | trascurabile |
| 161       | Montenegro                                               | Europa                                        | 14 026                                                          | 2,6%         |
| 162       | Bahamas                                                  | Americhe                                      | 13 940                                                          | 28%          |
| 163       | Porto Rico ( Stati Uniti)                                | Americhe                                      | 13 790                                                          | 1,6 %        |
| 164       | Vanuatu                                                  | Oceania                                       | 12 200                                                          | trascurabile |
| 165       | Isole Falkland ( Regno Unito)                            | Americhe                                      | 12 173                                                          | trascurabile |
| 166       | Qatar                                                    | Asia                                          | 11 437                                                          | trascurabile |
| 167       | Gambia                                                   | Africa                                        | 11 300                                                          | 11,5%        |
| 168       | Giamaica                                                 | Americhe                                      | 10 991                                                          | 1,5%         |
| 169       | Kosovo                                                   | Europa                                        | 10 887                                                          | 1,0%         |
| 170       | Libano                                                   | Asia                                          | 10 452                                                          | 2%           |
| 171       | Cipro                                                    | Europa - Asia                                 | 9 250                                                           | 9%           |
| 172       | Terre Australi e Antartiche Francesi ( Francia)          | Africa - Antartide                            | 7 829                                                           |              |
| 173       | Palestina                                                | Asia                                          | 6 220                                                           | 3,5%         |
| 174       | Brunei                                                   | Asia                                          | 5 770                                                           | 8,6%         |
| 175       | Trinidad e Tobago                                        | Americhe                                      | 5 128                                                           | trascurabile |
| 176       | Polinesia francese ( Francia)                            | Oceania                                       | 4 167                                                           | 12%          |
| 177       | Capo Verde                                               | Africa                                        | 4 033                                                           | trascurabile |
| 178       | Georgia del Sud e Isole Sandwich Australi ( Regno Unito) | Americhe                                      | 3 903                                                           | trascurabile |
| 179       | Samoa                                                    | Oceania                                       | 2 944                                                           | 0,3%         |
| 180       | Lussemburgo                                              | Europa                                        | 2 587                                                           | trascurabile |
| 181       | La Riunione ( Francia)                                   | Africa                                        | 2 517                                                           |              |
| 182       | Comore                                                   | Africa                                        | 2 170                                                           | trascurabile |
| 183       | Mauritius                                                | Africa                                        | 2 040                                                           | 0,05%        |
| 184       | Isole Vergini Americane ( Stati Uniti)                   | Americhe                                      | 1 910                                                           | 1 %          |
| 185       | Guadalupa ( Francia)                                     | Americhe                                      | 1 780                                                           |              |
| 186       | Fær Øer ( Danimarca)                                     | Europa                                        | 1 399                                                           | 0,5 %        |
| 187       | Martinica ( Francia)                                     | Americhe                                      | 1 100                                                           |              |
| 188       | Hong Kong ( Cina)                                        | Asia                                          | 1 092                                                           | 4,6 %        |
| 189       | São Tomé e Príncipe                                      | Africa                                        | 1 001                                                           | 0%           |
| 190       | Kiribati                                                 | Oceania                                       | 811                                                             |              |
| 191       | Bahrein                                                  | Asia                                          | 765                                                             |              |
| 192       | Dominica                                                 | Americhe                                      | 755                                                             |              |
| 193       | Tonga                                                    | Oceania                                       | 748                                                             |              |
| 194       | Micronesia                                               | Oceania                                       | 702                                                             |              |
| 195       | Singapore                                                | Asia                                          | 692,8                                                           |              |
| 196       | Saint Lucia                                              | Americhe                                      | 617                                                             |              |
| 197       | Isola di Man ( Regno Unito)                              | Europa                                        | 572                                                             |              |
| 198       | Guam ( Stati Uniti)                                      | Oceania                                       | 541,3                                                           |              |
| 199       | Isole Marianne Settentrionali ( Stati Uniti)             | Oceania                                       | 477,9                                                           |              |
| 200       | Andorra                                                  | Europa                                        | 469,3                                                           |              |
| 201       | Palau                                                    | Oceania                                       | 463,7                                                           |              |
| 202       | Seychelles                                               | Africa                                        | 455                                                             |              |
| 203       | Antigua e Barbuda                                        | Americhe                                      | 442,6                                                           |              |
| 204       | Barbados                                                 | Americhe                                      | 431                                                             |              |
| 205       | Turks e Caicos ( Regno Unito)                            | Americhe                                      | 430                                                             |              |
| 206       | Sant'Elena, Ascensione e Tristan da Cunha ( Regno Unito) | Africa                                        | 413                                                             |              |
| 207       | Isole Heard e McDonald ( Australia)                      | Antartide - Africa                            | 412                                                             |              |
| 208       | Saint Vincent e Grenadine                                | Americhe                                      | 389                                                             |              |
| 209       | Mayotte ( Francia)                                       | Africa                                        | 374                                                             |              |
| 210       | Grenada                                                  | Americhe                                      | 344                                                             |              |
| 211       | Malta                                                    | Europa                                        | 316                                                             |              |
| 212       | Maldive                                                  | Asia                                          | 300                                                             |              |
| 213       | Wallis e Futuna ( Francia)                               | Oceania                                       | 274                                                             |              |
| 214       | Isole Cayman ( Regno Unito)                              | Americhe                                      | 262                                                             |              |
| 215       | Saint Kitts e Nevis                                      | Americhe                                      | 261                                                             |              |
| 216       | Niue ( Nuova Zelanda)                                    | Oceania                                       | 260                                                             |              |
| 217       | Saint-Pierre e Miquelon ( Francia)                       | Americhe                                      | 242                                                             |              |
| 218       | Isole Cook ( Nuova Zelanda)                              | Oceania                                       | 236,7                                                           |              |
| 219       | Samoa Americane ( Stati Uniti)                           | Oceania                                       | 199                                                             |              |
| 220       | Aruba ( Regno dei Paesi Bassi)                           | Americhe                                      | 193                                                             |              |
| 221       | Isole Marshall                                           | Oceania                                       | 181,3                                                           |              |
| 222       | Liechtenstein                                            | Europa                                        | 161                                                             |              |
| 223       | Isole Vergini Britanniche ( Regno Unito)                 | Americhe                                      | 153                                                             |              |
| 224       | Isola di Natale ( Australia)                             | Oceania                                       | 135                                                             |              |
| 225       | Dhekelia ( Regno Unito)                                  | Asia (geograficamente) Europa (culturalmente) | 130,8                                                           |              |
| 226       | Akrotiri ( Regno Unito)                                  | Asia (geograficamente) Europa (culturalmente) | 123                                                             |              |
| 227       | Jersey ( Regno Unito)                                    | Europa                                        | 116                                                             |              |
| 228       | Anguilla ( Regno Unito)                                  | Americhe                                      | 102                                                             |              |
| 229       | Montserrat ( Regno Unito)                                | Americhe                                      | 102                                                             |              |
| 230       | Guernsey ( Regno Unito)                                  | Europa                                        | 78                                                              |              |
| 231       | San Marino                                               | Europa                                        | 61,3                                                            |              |
| 232       | Territorio britannico dell'Oceano Indiano ( Regno Unito) | Asia                                          | 60                                                              |              |
| 233       | Bermuda ( Regno Unito)                                   | Americhe                                      | 53,3                                                            |              |
| 234       | Kingman Reef ( Stati Uniti)                              | Oceania (Oceano Pacifico)                     | 52                                                              |              |
| 235       | Isola Bouvet ( Norvegia)                                 | Antartide                                     | 49                                                              |              |
| 236       | Isole Pitcairn ( Regno Unito)                            | Oceania                                       | 47                                                              |              |
| 237       | Isola Norfolk ( Australia)                               | Oceania                                       | 34,6                                                            |              |
| 238       | Macao ( Cina)                                            | Asia                                          | 28,2                                                            |              |
| 239       | Isola Europa ( Francia)                                  | Africa                                        | 28                                                              |              |
| 240       | Tuvalu                                                   | Oceania                                       | 26                                                              |              |
| 241       | Nauru                                                    | Oceania                                       | 21,2                                                            |              |
| 242       | Isole Cocos (Keeling) ( Australia)                       | Oceania                                       | 14                                                              |              |
| 243       | Tokelau ( Nuova Zelanda)                                 | Oceania                                       | 10                                                              |              |
| 244       | Gibilterra ( Regno Unito)                                | Europa                                        | 6,5                                                             |              |
| 245       | Isola Wake ( Stati Uniti)                                | Oceania                                       | 6,5                                                             |              |
| 246       | Isole Midway ( Stati Uniti)                              | Oceania                                       | 6,2                                                             |              |
| 247       | Isola di Clipperton ( Francia)                           | Americhe - Oceania                            | 6                                                               |              |
| 248       | Isole Paracelso (contese)                                | Asia                                          | 5,9                                                             |              |
| 249       | Isola Navassa ( Stati Uniti)                             | Americhe                                      | 5,4                                                             |              |
| 250       | Isole Spratly (contese)                                  | Asia                                          | 5                                                               |              |
| 251       | Isole Ashmore e Cartier ( Australia)                     | Oceania                                       | 5                                                               |              |
| 252       | Isole Gloriose ( Francia)                                | Africa                                        | 5                                                               |              |
| 253       | Isola Jarvis ( Stati Uniti)                              | Americhe - Oceania                            | 5                                                               |              |
| 254       | Isola Juan de Nova ( Francia)                            | Africa                                        | 4,4                                                             |              |
| 255       | Atollo Palmyra ( Stati Uniti)                            | Americhe - Oceania                            | 3,9                                                             |              |
| 256       | Isole del Mar dei Coralli ( Australia)                   | Oceania                                       | 3                                                               |              |
| 257       | Isola Howland ( Stati Uniti)                             | Americhe - Oceania                            | 2,6                                                             |              |
| 258       | Atollo Johnston ( Stati Uniti)                           | Oceania                                       | 2,6                                                             |              |
| 259       | Isola Baker ( Stati Uniti)                               | Americhe - Oceania                            | 2,1                                                             |              |
| 260       | Monaco                                                   | Europa                                        | 1,96                                                            |              |
| 261       | Isola Tromelin ( Francia)                                | Africa                                        | 0,8                                                             |              |
| 262       | Città del Vaticano                                       | Europa                                        | 0,44                                                            |              |
| 263       | Bassas da India ( Francia)                               | Africa                                        | 0,2                                                             |              |

## Lista di stati per superficie con le dipendenze mostrate insieme allo stato principale
| Posizione (con dipendenze) | Stato                                     | Superficie (km²) | Dettagli e note |
| -------------------------- | ----------------------------------------- | ---------------- | --- |
| -                          | Mondo                                     | 510 072 000      | |
| 1                          | Russia                                    | 17 098 242       | Federazione Russa, Stato euroasiatico |
| -                          | Antartide                                 | 14 000 000       | Rivendicazioni territoriali di: Argentina, Australia, Cile, Francia, Nuova Zelanda, Norvegia (Isola di Pietro I, Terra della regina Maud), Regno Unito. |
| 2                          | Canada                                    | 9 984 670        | Canada, Stato federale dell'America settentrionale |
| 3                          | Cina                                      | 9 596 960        | Repubblica Popolare Cinese, Stato sovrano situato nell'Asia orientale e il secondo più popolato del mondo |
|                            | Hong Kong                                 | 1 092            | Regione amministrativa speciale |
|                            | Macao                                     | 28,2             | Regione amministrativa speciale |
|                            | Totale                                    | 9 598 080,2      | |
| 4                          | Stati Uniti                               | 9 372 614        | Stati Uniti d'America, Repubblica federale composta da cinquanta Stati e un distretto federale. |
|                            | Isole Vergini Americane                   | 1 910            | Arcipelago di 53 isole vulcaniche |
|                            | Guam                                      | 541,3            | Isola dell'oceano Pacifico occidentale |
|                            | Isole Marianne Settentrionali             | 477              | Commonwealth in unione politica con gli Stati Uniti d'America |
|                            | Samoa Americane                           | 199              | Arcipelago del Pacifico meridionale |
|                            | Kingman Reef                              | 52               | Scoglio corallino nel nord dell'oceano Pacifico |
|                            | Isola di Wake                             | 6,5              | Atollo corallino nell'oceano Pacifico del nord. |
|                            | Midway                                    | 6,2              | Atollo situato a ovest dell'arcipelago delle Hawaii, nel Pacifico. |
|                            | Navassa                                   | 5,4              | Isola disabitata nel Mar dei Caraibi |
|                            | Isola Jarvis                              | 5                | Isola corallina disabitata dell'Oceano Pacifico Meridionale nelle Sporadi equatoriali. |
|                            | Palmyra                                   | 3,9              | L'isola è di proprietà privata (dell'ente statunitense The Nature Conservancy), ma è sottoposta alla giurisdizione statunitense, e amministrata direttamente dal Ministero degli Interni (United States Department of the Interior                                                              |
|                            | Isola Howland                             | 2,6              | Appartiene agli Stati Uniti d'America, ed è amministrata dal Servizio della pesca e della fauna selvatica degli Stati Uniti d'America. |
|                            | Atollo Johnston                           | 2,6              | È classificato come territorio non incorporato degli Stati Uniti, cioè non è attribuito ad alcuna amministrazione comunale, ma è amministrato direttamente dal governo attraverso un Ente dedicato che provvede alla sua protezione.                                                            |
|                            | Isola Baker                               | 2,1              | L'isola è un Territorio degli Stati Uniti d'America dal 1857, sebbene il Regno Unito le considerasse parte del Impero britannico tra il 1897 e il 1936. |
|                            | Totale                                    | 9 375 837        | |
| 5                          | Brasile                                   | 8 514 877        | Repubblica Federale del Brasile, Repubblica federale dell'America meridionale |
| 6                          | Australia                                 | 7 686 850        | Commonwealth dell'Australia, lo Stato più grande dell'Oceania e dell'intera Australasia. |
|                            | Isole Ashmore e Cartier                   | 5                | Territorio federale esterno australiano |
|                            | Isola di Natale                           | 135              | Territorio federale esterno australiano |
|                            | Isole Cocos (Keeling)                     | 14               | Territorio federale esterno australiano |
|                            | Isole del Mar dei Coralli                 | 3                | Territorio federale esterno australiano |
|                            | Isole Heard e McDonald                    | 412              | Territorio federale esterno australiano |
|                            | Isola Norfolk                             | 34,6             | Territorio federale esterno australiano |
|                            | Totale                                    | 7 687 454        | |
| -                          | Unione europea                            | 4 284 730        | Entità politica di carattere sovranazionale e intergovernativo |
| 7                          | India                                     | 3 287 590        | Repubblica dell'India, Stato federale dell'Asia meridionale |
| 8                          | Argentina                                 | 2 780 400        | Repubblica Argentina, Repubblica federale, situata nella parte meridionale del Sud America. |
| 9                          | Kazakistan                                | 2 724 900        | Repubblica del Kazakistan, Stato transcontinentale, a cavallo tra Europa ed Asia |
| 10                         | Algeria                                   | 2 381 740        | Repubblica Democratica Popolare di Algeria, in termini di superficie è il più grande Stato del continente africano, dal 9 luglio 2011, quando il Sudan del Sud è diventato indipendente dal Sudan; è inoltre il più grande stato del mondo arabo nonché il decimo Stato più esteso della Terra. |
| 11                         | RD del Congo                              | 2 345 410        | Repubblica Democratica del Congo, Stato dell'Africa centrale. |
| 12                         | Danimarca                                 | 43 094           | Regno di Danimarca, Stato membro dell'Unione europea e lo Stato più piccolo e più meridionale della Scandinavia, anche se non appartenente alla penisola scandinava. |
|                            | Fær Øer                                   | 1 399            | Arcipelago subartico di 18 isole |
|                            | Groenlandia                               | 2 166 086        | La Groenlandia è l'isola più vasta del pianeta e al contempo, con circa 0,03 ab./km², lo stato meno densamente popolato. |
|                            | Totale                                    | 2 210 579        | |
| 13                         | Arabia Saudita                            | 2 149 690        | Regno dell'Arabia Saudita, Stato arabo dell'Asia occidentale (penisola arabica) per superficie, il secondo più grande del mondo arabo (dopo l'Algeria). |
| 14                         | Messico                                   | 1 972 550        | Stati Uniti Messicani, Stato federale composto da trentuno Stati e un distretto federale. |
| 15                         | Indonesia                                 | 1 904 569        | Repubblica dell'Indonesia, è uno Stato del sud-est asiatico. |
| 16                         | Sudan                                     | 1 886 068        | Repubblica del Sudan, Stato arabo-africano. |
| 17                         | Libia                                     | 1 759 540        | Stato della Libia, Stato del Nordafrica, affacciandosi sul Mar Mediterraneo intorno al Golfo della Sirte. |
| 18                         | Iran                                      | 1 648 000        | Repubblica Islamica dell'Iran e conosciuto anche come Persia, stato asiatico situato all'estremità orientale del Medio Oriente. |
| 19                         | Mongolia                                  | 1 564 116        | Mongolia, Stato asiatico, privo di accesso al mare, confina a Nord con la Russia e a Sud con la Cina. |
| 20                         | Perù                                      | 1 285 220        | Repubblica del Perù, Stato dell'America meridionale. |
| 21                         | Ciad                                      | 1 284 000        | Repubblica del Ciad, Stato africano, senza sbocco al mare. |
| 22                         | Niger                                     | 1 267 000        | Repubblica del Niger, Stato africano, senza sbocco al mare. |
| 23                         | Angola                                    | 1 246 700        | Repubblica dell'Angola, fa parte del Paese anche l'exclave di Cabinda situata al confine fra Repubblica Democratica del Congo e Repubblica del Congo. |
| 24                         | Mali                                      | 1 241 142        | Repubblica del Mali, Stato Dal 6 aprile 2012 al 14 febbraio 2013 l'Azawad, il territorio settentrionale del Paese, si è autoproclamato indipendente con capitale Gao. |
| 25                         | Sudafrica                                 | 1 219 912        | Repubblica del Sudafrica, Comprende nei suoi confini il Lesotho. |
| 26                         | Colombia                                  | 1 141 748        | Repubblica di Colombia, Stato sudamericano, sostiene controversie territoriali con Venezuela e Nicaragua circa i propri confini marittimi. |
| 27                         | Etiopia                                   | 1 127 127        | Repubblica Federale Democratica d'Etiopia, Stato africano senza sbocco al mare, situato nel Corno d'Africa. |
| 28                         | Bolivia                                   | 1 098 580        | Stato Plurinazionale della Bolivia, è uno stato dell'America meridionale, situato nel centro del subcontinente. |
| 29                         | Mauritania                                | 1 030 700        | Repubblica Islamica della Mauritania, Stato dell'Africa Occidentale che confina con il Sahara occidentale a nord, l'Oceano Atlantico ad ovest, il Senegal a sud-ovest, il Mali a sud e ad est e l'Algeria a nord-est.                                                                           |
| 30                         | Egitto                                    | 1 001 450        | Repubblica araba d'Egitto è un paese transcontinentale che attraversa l'angolo nord-est dell'Africa e l'angolo sud-ovest dell'Asia attraverso un ponte di terra formato dalla penisola del Sinai.                                                                                               |
| 31                         | Tanzania                                  | 945 087          | Repubblica Unita di Tanzania è uno Stato dell'Africa orientale. |
| 32                         | Nigeria                                   | 923 768          | Repubblica Federale della Nigeria è un paese dell'Africa occidentale, il più popoloso del continente. |
| 33                         | Venezuela                                 | 912 050          | Repubblica Bolivariana di Venezuela è una repubblica federale e democratica situata nel nord dell'America Meridionale. |
| 34                         | Pakistan                                  | 881 913          | Repubblica islamica del Pakistan è uno Stato dell'Asia meridionale. |
| 35                         | Namibia                                   | 825 418          | Repubblica della Namibia, Stato dell'Africa meridionale. |
| 36                         | Mozambico                                 | 801 590          | Repubblica del Mozambico, Stato dell'Africa Orientale. Il Mozambico è un'ex-colonia portoghese, indipendente dal 1975. |
| 37                         | Turchia                                   | 783 562          | Repubblica di Turchia, stato euroasiatico. |
| 38                         | Cile                                      | 755 838,7        | Repubblica del Cile, stato situato nell'estremo sudovest del continente americano. |
|                            | Isola di Pasqua                           | 164              | Isola dell'Oceano Pacificomeridionale appartenente al Cile. |
|                            | Totale                                    | 756 950          | |
| 39                         | Zambia                                    | 752 614          | Repubblica dello Zambia, Stato dell'Africa centro-meridionale. |
| 40                         | Marocco                                   | 446 550          | Regno del Marocco, Stato dell'Africa settentrionale, situato all'estremità più occidentale della regione del mondo arabo denominata Maghreb (traducibile in "Occidente"). |
|                            | Sahara Occidentale                        | 266 000          | Repubblica Araba Democratica dei Sahrawi, è uno stato parzialmente riconosciuto a livello internazionale, collocato nel Sahara Occidentale, e che aspira alla sovranità nazionale e al completo riconoscimento a livello internazionale.                                                        |
|                            | Totale                                    | 712 550          | |
| 41                         | Birmania                                  | 678 500          | Repubblica dell'Unione del Myanmar stato dell'Asia sudorientale. |
| 42                         | Francia                                   | 547 030          | Repubblica francese è uno Stato transcontinentale principalmente situato nell'Europa occidentale, ma che possiede ugualmente territori disseminati su più oceani e altri continenti. |
|                            | Bassas da India                           | 0,2              | Arcipelago disabitato dell'Oceano Indiano, rivendicate dal Madagascar. |
|                            | Isola Clipperton                          | 6                | Atollo situato nell'oceano Pacifico, anche chiamata isola della Passione, a 1280 km a ovest del Messico. |
|                            | Isola Europa                              | 28               | Isola tropicale nel Canale del Mozambico, a circa metà strada tra il Madagascar meridionale e il Mozambico meridionale. |
|                            | Terre Australi e Antartiche Francesi      | 7 829            | Territorio d'oltremare della Francia. |
|                            | Guyana francese                           | 91 000           | Regione e un dipartimento d'oltremare della Francia nell'America meridionale. |
|                            | Polinesia francese                        | 4 167            | Collettività d'oltremare francese arcipelago francese. |
|                            | Isole Gloriose                            | 5                | Arcipelago disabitato nell'Oceano Indiano. |
|                            | Guadalupa                                 | 1 780            | I sola delle Antille che, con altre piccole isole vicine, costituisce, per l'amministrazione francese, un dipartimento d'oltremare dal 1946 e una Regione d'oltremare dal 1983. |
|                            | Isola Juan de Nova                        | 4,4              | Isola tropicale nel Canale del Mozambico, a circa un terzo della distanza tra il Madagascar e il Mozambico. |
|                            | Martinica                                 | 1 100            | Dipartimento d'oltremare |
|                            | Mayotte                                   | 374              | Dipartimento d'oltremare |
|                            | Nuova Caledonia                           | 19 060           | Collettività francese d'oltremare |
|                            | La Riunione                               | 2 517            | Dipartimento d'oltremare |
|                            | Saint-Pierre e Miquelon                   | 242              | Dipartimento d'oltremare |
|                            | Isola Tromelin                            | 1                | Dipartimento d'oltremare |
|                            | Wallis e Futuna                           | 274              | Dipartimento d'oltremare |
|                            | Totale                                    | 675 418          | |
| 43                         | Afghanistan                               | 647 500          | Repubblica Islamica dell'Afghanistan, Stato senza sbocco sul mare. |
| 44                         | Somalia                                   | 637 657          | Repubblica Federale di Somalia è uno Stato dell'Africa Orientale situato nel corno d'Africa. |
| 45                         | Rep. Centrafricana                        | 622 984          | Repubblica Centrafricana, Stato dell'Africa Centrale. |
| 46                         | Sudan del Sud                             | 619 745          | Repubblica del Sudan del Sud, è un paese senza sbocco sul mare nel centro-est dell'Africa, inserito nella subregione dell'Africa orientale delle Nazioni Unite. |
| 47                         | Ucraina                                   | 603 700          | Ucraina, Stato dell'Europa orientale, ha uno sbocco sul Mar Nero a sud e confina con la Russia ad est, con la Bielorussia a nord, con Polonia, Slovacchia e Ungheria a ovest e con Romania e Moldavia a sud-ovest.                                                                              |
| 48                         | Botswana                                  | 600 370          | Repubblica del Botswana è uno Stato dell'Africa del Sud. |
| 49                         | Madagascar                                | 587 040          | Repubblica del Madagascar, Stato insulare situato nell'oceano Indiano, al largo della costa orientale dell'Africa, di fronte al Mozambico. |
| 50                         | Kenya                                     | 582 650          | Repubblica del Kenya, Stato dell'Africa orientale. |
| 51                         | Yemen                                     | 527 970          | Repubblica dello Yemen, oltre al territorio continentale, comprende l'arcipelago di Socotra, composto da quattro isole di cui l'isola di Socotra nell'Oceano Indiano, e gli arcipelaghi di Perim, Kamaran e Zucur-Hanish nel Mar Rosso.                                                         |
| 52                         | Thailandia                                | 514 000          | Regno di Thailandia è uno stato del sud-est asiatico. |
| 53                         | Spagna                                    | 504 782          | Regno di Spagna è uno stato membro dell'Unione europea e della NATO; occupa l'84,5% del territorio della penisola iberica, condivisa con Portogallo, Andorra e Gibilterra |
| 54                         | Turkmenistan                              | 488 100          | Repubblica del Turkmenistan, Stato dell'Asia centrale. |
| 55                         | Camerun                                   | 475 440          | Repubblica del Camerun, Repubblica unitaria dell'Africa equatoriale. |
| 56                         | Papua Nuova Guinea                        | 462 840          | Stato Indipendente della Papua Nuova Guinea, è uno Stato indipendente dell'Oceania nell'ambito del Commonwealth. |
| 57                         | Svezia                                    | 450 064          | Regno di Svezia Stato dell'Unione europea, situato nella penisola scandinava. |
| 58                         | Uzbekistan                                | 447 400          | Repubblica dell'Uzbekistan, è uno stato dell'Asia centrale, già parte dell'Unione Sovietica. |
| 59                         | Iraq                                      | 437 072          | Repubblica d'Iraq, è uno Stato dell'Asia occidentale. |
| 60                         | Paraguay                                  | 406 750          | Repubblica del Paraguay, Stato senza sbocco al mare dell'America meridionale. |
| 61                         | Zimbabwe                                  | 390 580          | Repubblica dello Zimbabwe, è uno Stato dell'Africa orientale, |
| 62                         | Norvegia                                  | 323 802          | Regno di Norvegia è uno Stato monarchico di tipo costituzionale dell'Europa settentrionale, non fa parte dell'Unione europea. |
|                            | Isola Bouvet                              | 49               | Isola vulcanica sub-antartica, nel sud dell'oceano Atlantico, a sud-sudovest del capo di Buona Speranza (Sudafrica). |
|                            | Svalbard e Jan Mayen                      | 62 427           | Territori insulari della Norvegia settentrionale (Isole Svalbard e Jan Mayen). |
|                            | Totale                                    | 385 248          | |
| 63                         | Giappone                                  | 377 835          | Stato del Giappone, Stato insulare dell'Asia orientale. |
| 64                         | Germania                                  | 357 021          | Repubblica Federale di Germania è uno Stato membro dell'Unione europea situato nell'Europa centro-occidentale. |
| 65                         | Rep. del Congo                            | 342 000          | Repubblica del Congo, Stato dell'Africa Centrale e un'ex-colonia francese. |
| 66                         | Finlandia                                 | 338 145          | Repubblica di Finlandia stato dell'Europa del nord, facente parte della regione nota come Fennoscandia e della penisola scandinava. |
| 67                         | Malaysia                                  | 330 803          | Malaisia, è uno Stato federale dell'Asia sudorientale. |
| 68                         | Vietnam                                   | 329 560          | Repubblica Socialista del Vietnam, è uno Stato del sud-est asiatico. |
| 69                         | Costa d'Avorio                            | 322 460          | République de Côte d'Ivoire, è uno Stato dell'Africa occidentale. |
| 70                         | Polonia                                   | 313 893          | Repubblica di Polonia è uno Stato situato nell'Europa centrale, membro dell'Unione europea, della NATO e dell'ONU. |
| 71                         | Oman                                      | 309 500          | Sultanato dell'Oman è uno stato asiatico situato nella porzione sud-orientale della penisola arabica. |
| 72                         | Italia                                    | 301 340          | Repubblica Italiana stato dell'Europa meridionale. |
| 73                         | Filippine                                 | 300 000          | Repubblica delle Filippine, Stato insulare del sud-est asiatico situato nell'oceano Pacifico. |
| 74                         | Ecuador                                   | 283 560          | Repubblica dell'Ecuador è uno stato del Sudamerica. |
| 75                         | Burkina Faso                              | 274 200          | Burkina Faso è uno stato dell'Africa occidentale privo di sbocchi sul mare. |
| 76                         | Nuova Zelanda                             | 268 680          | Nuova Zelanda / Aotearoa, Stato insulare dell'Oceania, posto nell'oceano Pacifico meridionale, formato da due isole principali, l'Isola del Nord e l'Isola del Sud, e da numerose isole minori come l'Isola Stewart e le isole Chatham.                                                         |
|                            | Isole Cook                                | 236,7            | Stato del sud dell'Oceano Pacifico, dotata di autogoverno e in libera associazione con la Nuova Zelanda. |
|                            | Niue                                      | 260              | Stato insulare dell'Oceano Pacifico meridionale. |
|                            | Tokelau                                   | 10               | Territorio della Nuova Zelanda costituito da tre atolli corallini tropicali: Atafu, Fakaofo e Nukunonu situati nell'Oceano Pacifico del Sud all'incirca a 10° di latitudine sud, circa 480 km a nord delle isole Samoa.                                                                         |
|                            | Totale                                    | 269 187          | |
| 77                         | Gabon                                     | 267 667          | Repubblica Gabonese è uno stato dell'Africa Centrale. |
| 78                         | Regno Unito                               | 244 820          | Regno Unito di Gran Bretagna e Irlanda del Nord era uno stato membro dell'Unione europea ed è situato nell'Europa occidentale. |
|                            | Anguilla                                  | 102              | Territorio d'oltremare britannico |
|                            | Territorio britannico dell'Oceano Indiano | 60               | Territorio d'oltremare britannico |
|                            | Isole Vergini Britanniche                 | 153              | Territorio d'oltremare britannico |
|                            | Bermuda                                   | 53,3             | Territorio d'oltremare britannico |
|                            | Isole Cayman                              | 262              | Territorio d'oltremare britannico |
|                            | Isole Falkland                            | 12 173           | Territorio d'oltremare britannico |
|                            | Gibilterra                                | 6,5              | Territorio d'oltremare britannico |
|                            | Guernsey                                  | 78               | Dipendenza della Corona britannica |
|                            | Isola di Man                              | 572              | Dipendenza della Corona britannica |
|                            | Jersey                                    | 116              | Dipendenza della Corona britannica |
|                            | Montserrat                                | 102              | Territorio d'oltremare britannico |
|                            | Isole Pitcairn                            | 47               | Territorio d'oltremare britannico |
|                            | Sant'Elena, Ascensione e Tristan da Cunha | 413              | Territorio d'oltremare britannico |
|                            | Georgia del Sud e Isole Sandwich Australi | 3 903            | Territorio d'oltremare britannico |
|                            | Turks e Caicos                            | 430              | Territorio d'oltremare britannico |
|                            | Akrotiri e Dhekelia                       | 254              | Territorio d'oltremare britannico |
|                            | Totale                                    | 263 545          | |
| 79                         | Guinea                                    | 245 857          | Repubblica di Guinea è uno Stato dell'Africa occidentale. |
| 80                         | Ghana                                     | 239 460          | Repubblica del Ghana, è uno stato dell'Africa occidentale. |
| 81                         | Romania                                   | 238 391          | Romania, Stato membro dell'Unione europea, dell'ONU e NATO, situato in Europa centro-orientale nell'area attigua alla penisola balcanica. |
| 82                         | Laos                                      | 236 800          | Repubblica Popolare Democratica del Laos è uno stato del sud-est asiatico che non ha sbocco sul mare. |
| 83                         | Uganda                                    | 236 040          | Repubblica dell'Uganda, Stato dell'Africa Orientale. |
| 84                         | Guyana                                    | 214 970          | Repubblica Cooperativa di Guyana, Stato dell'america meridionale. |
| 85                         | Bielorussia                               | 207 600          | Repubblica di Bielorussia (o Russia Bianca), Stato dell'Europa orientale. |
| 86                         | Kirghizistan                              | 198 500          | Repubblica del Kirghizistan è uno Stato indipendente dell'Asia centrale. |
| 87                         | Senegal                                   | 196 190          | Repubblica del Senegal è uno Stato dell'Africa occidentale. |
| 88                         | Siria                                     | 185 180          | Repubblica Araba di Siria è uno Stato del Vicino Oriente. |
| 89                         | Cambogia                                  | 181 040          | Regno di Cambogia, Stato del Sud-est asiatico. |
| 90                         | Uruguay                                   | 176 220          | Repubblica Orientale dell'Uruguay, è uno Stato dell'America meridionale. |
| 91                         | Tunisia                                   | 163 610          | Repubblica Tunisina è uno Stato del Nordafrica bagnato dal mar Mediterraneo e confinante con l'Algeria ad ovest e la Libia a sud e a est. |
| 92                         | Suriname                                  | 163 270          | Repubblica del Suriname Stato dell'America meridionale. |
| 93                         | Bangladesh                                | 147 570          | Repubblica Popolare del Bangladesh, stato asiatico. |
| 94                         | Nepal                                     | 147 181          | Repubblica Federale Democratica del Nepal, Stato dell'Asia meridionale. |
| 95                         | Tagikistan                                | 143 100          | Repubblica del Tagikistan è uno stato asiatico, senza sbocco al mare. |
| 96                         | Grecia                                    | 131 940          | Repubblica Ellenica, stato europeo membro dell'Unione europea, il cui territorio coincide in gran parte con l'estremo lembo sud della penisola balcanica. |
| 97                         | Nicaragua                                 | 129 494          | Repubblica di Nicaragua, Stato del Centro America, confina con l'Honduras a nord e la Costa Rica a sud, è bagnato dall'Oceano Pacifico a ovest e dal Mar dei Caraibi a est. |
| 98                         | Eritrea                                   | 121 320          | Stato di Eritrea, Stato africano nella parte orientale del Corno d'Africa. |
| 99                         | Corea del Nord                            | 120 540          | Repubblica Popolare Democratica di Corea è uno stato asiatico orientale. |
| 100                        | Malawi                                    | 118 480          | Repubblica di Malawi, Stato dell'Africa orientale |
| 101                        | Benin                                     | 112 620          | Repubblica del Benin, è uno Stato dell'Africa occidentale. |
| 102                        | Honduras                                  | 112 090          | Repubblica dell'Honduras stato dell'America centrale. |
| 103                        | Liberia                                   | 111 370          | Repubblica di Liberia stato africano occidentale |
| 104                        | Bulgaria                                  | 110 910          | Repubblica di Bulgaria, è uno Stato membro dell'Unione europea situato nella metà orientale della penisola balcanica. |
| 105                        | Cuba                                      | 110 860          | Repubblica di Cuba, arcipelago dei Caraibi, posto tra il mar dei Caraibi, il golfo del Messico e l'oceano Atlantico. |
| 106                        | Guatemala                                 | 108 890          | Repubblica del Guatemala, Stato dell'America Centrale. |
| 107                        | Islanda                                   | 103 000          | Repubblica d'Islanda, Nazione insulare dell'Europa settentrionale, situata nell'oceano Atlantico settentrionale, tra la Groenlandia e la Gran Bretagna, a nordovest delle Isole Fær Øer. |
| 108                        | Corea del Sud                             | 100 210          | Repubblica di Corea è uno Stato asiatico che occupa la metà meridionale della penisola coreana. |
| 109                        | Ungheria                                  | 93 030           | Ungheria, Stato membro dell'Unione europea, senza sbocco al mare, situato nell'Europa centro-orientale e nella pianura pannonica. |
| 110                        | Portogallo                                | 92 391           | Repubblica Portoghese, Stato membro dell'Unione europea, il più occidentale fra tutti gli Stati dell'Europa continentale. |
| 111                        | Giordania                                 | 92 300           | Regno Hascemita di Giordania è uno Stato del Vicino Oriente (Asia). |
| 112                        | Serbia                                    | 88 361           | Repubblica di Serbia è uno Stato indipendente del sud-est dell'Europa senza sbocco sul mare, incastonato tra il Bassopiano Pannonico e la Penisola balcanica. |
| 113                        | Azerbaigian                               | 86 600           | Repubblica dell'Azerbaigian stato asiatico situato nella regione del Caucaso. |
| 114                        | Austria                                   | 83 870           | Repubblica d'Austria è uno stato europeo senza sbocco sul mare, membro dell'Unione europea, situato nell'Europa centrale. |
| 115                        | Emirati Arabi Uniti                       | 82 880           | Stato degli Emirati Arabi Uniti, Stato nel sud-est della Penisola araba, nell'Asia sud-occidentale. |
| 116                        | Rep. Ceca                                 | 78 866           | Repubblica Ceca, detta anche Cechia, è uno stato membro dell'Unione europea, situato nell'Europa centrale senza sbocco al mare. |
| 117                        | Panama                                    | 78 200           | Repubblica di Panama Stato dell'America centrale, situato nella parte più stretta della regione istmica. |
| 118                        | Sierra Leone                              | 71 740           | Repubblica della Sierra Leone, Stato dell'Africa Occidentale, sulla costa dell'oceano Atlantico. |
| 119                        | Irlanda                                   | 70 280           | Repubblica d'Irlanda, Stato membro europeo, ricopre approssimativamente cinque sesti dell'omonima isola situata a nord-ovest della costa occidentale dell'Europa. |
| 120                        | Georgia                                   | 69 700           | Georgia, Stato sulle rive del Mar Nero, stato dell'Europa ai confini con l'Asia, considerato, dal punto di vista storico-culturale, come appartenente all'Europa orientale. |
| 121                        | Sri Lanka                                 | 65 610           | Repubblica Democratica Socialista dello Sri Lanka stato insulare asiatico. |
| 122                        | Lituania                                  | 65 200           | Repubblica di Lituania Stato membro dell'Unione europea. |
| 123                        | Lettonia                                  | 64 589           | Repubblica di Lettonia Stato membro dell'Unione europea. |
| 124                        | Togo                                      | 56 785           | Repubblica Togolese stato dell'Africa Occidentale. |
| 125                        | Croazia                                   | 56 542           | Repubblica di Croazia Stato dell'Unione europea. |
| 126                        | Bosnia ed Erzegovina                      | 51 129           | Bosnia ed Erzegovina, Stato situato nei Balcani occidentali. |
| 127                        | Costa Rica                                | 51 100           | Repubblica di Costa Rica stato dell'America centrale. |
| 128                        | Slovacchia                                | 48 845           | Repubblica Slovacca è uno stato senza sbocco al mare situato nell'Europa centro-orientale. |
| 129                        | Rep. Dominicana                           | 48 730           | Repubblica Dominicana, Stato ubicato nei due terzi orientali dell'isola caraibica di Hispaniola, nelle Grandi Antille. |
| 130                        | Bhutan                                    | 47 000           | Regno del Bhutan è uno stato himalayano asiatico, nella catena himalayana. |
| 131                        | Estonia                                   | 45 339           | Repubblica d'Estonia stato dell'Europa settentrionale. |
| 132                        | Regno dei Paesi Bassi                     | 41 526           | Regno dei Paesi Bassi è uno Stato situato tra l'Europa occidentale e l'America centrale. |
|                            | Isole BES                                 | 322              | Isole di Bonaire, Sint Eustatius e Saba; municipalità speciali dei Paesi Bassi |
|                            | Aruba                                     | 193              | Nazione costitutiva del Regno dei Paesi Bassi e isola caraibica |
|                            | Curaçao                                   | 444              | Nazione costitutiva del Regno dei Paesi Bassi e isola caraibica |
|                            | Sint Maarten                              | 34               | Nazione costitutiva del Regno dei Paesi Bassi e isola caraibica |
|                            | Totale                                    | 42 519           | |
| 133                        | Svizzera                                  | 41 290           | Confederazione svizzera è uno Stato federale dell'Europa centrale. |
| 134                        | Guinea-Bissau                             | 36 120           | Repubblica di Guinea-Bissau, Stato dell'Africa occidentale, uno dei più piccoli stati dell'Africa continentale. |
| 135                        | Taiwan                                    | 35 980           | Repubblica di Cina,Stato de facto costituito dal gruppo di isole di Formosa, Pescadores, Quemoy e Matsu. |
| 136                        | Moldavia                                  | 33 843           | Repubblica di Moldavia stato dell'Europa orientale racchiuso tra Romania e Ucraina, senza sbocco sul mare. |
| 137                        | Belgio                                    | 30 528           | Regno del Belgio è uno Stato membro dell'Unione europea situato nell'Europa occidentale. |
| 138                        | Lesotho                                   | 30 355           | Regno del Lesotho è uno stato dell'Africa del Sud, membro del Commonwealth delle nazioni. |
| 139                        | Armenia                                   | 29 800           | Repubblica di Armenia, è uno stato senza sbocco al mare. |
| 140                        | Albania                                   | 28 748           | Repubblica d'Albania è uno stato situato nella penisola balcanica. |
| 141                        | Isole Salomone                            | 28 450           | Isole Salomone, Nazione insulare dell'Oceano Pacifico meridionale |
| 142                        | Guinea Equatoriale                        | 28 051           | Repubblica della Guinea Equatoriale è uno Stato dell'Africa Centrale |
| 143                        | Burundi                                   | 27 830           | Repubblica del Burundi, Stato africano |
| 144                        | Haiti                                     | 27 750           | Repubblica di Haiti, Stato delle Americhe situata nel Mar dei Caraibi |
| 145                        | Israele                                   | 20 770           | Stato d'Israele è uno Stato del Vicino Oriente |
|                            | Palestina                                 | 6 220            | Stato di Palestina, Stato asiatico con limitato riconoscimento internazionale. |
|                            | Totale                                    | 26 990           | |
| 146                        | Ruanda                                    | 26 338           | Repubblica del Ruanda, Stato dell'Africa orientale. |
| 147                        | Macedonia del Nord                        | 25 333           | Repubblica della Macedonia del Nord è uno Stato della penisola balcanica nell'Europa sud-orientale. |
| 148                        | Gibuti                                    | 23 000           | Repubblica di Gibuti è uno Stato dell'Africa orientale. |
| 149                        | Belize                                    | 22 966           | Belise è uno Stato dell'America Centrale istmica |
| 150                        | El Salvador                               | 21 040           | Repubblica di El Salvador, Stato dell'America centrale |
| 151                        | Slovenia                                  | 20 273           | Repubblica di Slovenia è uno Stato indipendente dell'Europa centrale |
| 152                        | Figi                                      | 18 270           | Repubblica di Figi è un arcipelago dell'Oceania che forma l'omonimo Stato insulare nel sud dell'Oceano Pacifico. |
| 153                        | Kuwait                                    | 17 820           | Stato del Kuwait, emirato sovrano, situato nell'Asia sud-occidentale (Medio Oriente) |
| 154                        | eSwatini                                  | 17 363           | Regno di eSwatini è una nazione dell'Africa australe. |
| 155                        | Timor Est                                 | 15 007           | Repubblica Democratica di Timor Est è un Paese del sud-est asiatico. |
| 156                        | Montenegro                                | 14 026           | Montenegro, Stato europeo situato nella penisola balcanica e che si affaccia sul mare Adriatico |
| 157                        | Bahamas                                   | 13 940           | Bahamas è uno stato insulare dell'America centrale |
| 158                        | Vanuatu                                   | 12 200           | Repubblica di Vanuatu è uno Stato insulare situato nell'Oceano Pacifico meridionale. |
| 159                        | Qatar                                     | 11 437           | Stato del Qatar, emirato del Vicino Oriente |
| 160                        | Gambia                                    | 11 300           | Repubblica del Gambia è uno Stato dell'Africa occidentale. |
| 161                        | Giamaica                                  | 10 991           | Giamaica, stato insulare delle Grandi Antille situato nel mar dei Caraibi. |
| 162                        | Kosovo                                    | 10 887           | Repubblica di Kosovo, stato dell’ Europa meridionale della penisola balcanica senza sbocchi sul mare |
| 163                        | Libano                                    | 10 452           | Repubblica Libanese, stato del Vicino Oriente che si affaccia sul settore orientale del mar Mediterraneo. |
| 164                        | Cipro                                     | 9 250            | Repubblica di Cipro, terza isola per estensione del Mar Mediterraneo, Stato membro dell'Unione europea. |
| 165                        | Brunei                                    | 5 770            | Sultanato del Brunei, è uno stato situato sull'isola del Borneo, nel sud-est asiatico. |
| 166                        | Trinidad e Tobago                         | 5 128            | Repubblica di Trinidad e Tobago, stato insulare dell'America centrale caraibica |
| 167                        | Capo Verde                                | 4 033            | Repubblica di Capo Verde è uno stato insulare dell'Africa occidentale. |
| 168                        | Samoa                                     | 2 944            | Samoa (o Samoa Occidentali, al tempo della colonizzazione Samoa tedesche) stato insulare dell'Oceania. |
| 169                        | Lussemburgo                               | 2 586            | Granducato di Lussemburgo è un paese membro dell'Unione europea situato tra Germania, Francia e Belgio. È uno stato senza sbocco sul mare. |
| 170                        | Comore                                    | 2 170            | Unione delle Comore è uno stato insulare dell'Africa Orientale |
| 171                        | Mauritius                                 | 2 040            | Repubblica di Mauritius, Paese insulare dell'Africa |
| 172                        | São Tomé e Príncipe                       | 1 001            | Repubblica Democratica di São Tomé e Príncipe, stato insulare africano |
| 173                        | Kiribati                                  | 811              | Repubblica delle Kiribati, stato insulare dell'Oceania |
| 174                        | Bahrein                                   | 765              | Regno del Bahrein o Bahrain, Stato insulare del medio oriente |
| 175                        | Dominica                                  | 754              | Dominica, stato insulare del Mar dei Caraibi |
| 176                        | Tonga                                     | 748              | Regno di Tonga, stato insulare della Polinesia |
| 177                        | Micronesia                                | 702              | Stati Federati di Micronesia, stato insulare dell'Oceania. |
| 178                        | Singapore                                 | 692,7            | Repubblica di Singapore, stato insulare del sud-est asiatico. |
| 179                        | Saint Lucia                               | 616              | Saint Lucia, stato insulare tra il Mar dei Caraibi orientale e l'Oceano Atlantico. |
| 180                        | Andorra                                   | 468              | Principato di Andorra, microstato dell'Europa occidentale situato tra Spagna e Francia. |
| 181                        | Palau                                     | 458              | Repubblica di Palau, stato insulare nell'Oceano Pacifico. |
| 182                        | Seychelles                                | 455              | Repubblica delle Seychelles, stato insulare nell'Oceano indiano. |
| 183                        | Antigua e Barbuda                         | 442,6            | Antigua e Barbuda, stato insulare dell'America Centrale. |
| 184                        | Barbados                                  | 431              | Barbados, stato insulare nei Caraibi. |
| 185                        | Saint Vincent e Grenadine                 | 389              | Saint Vincent e Grenadine, stato insulare facente parte delle Piccole Antille. |
| 186                        | Grenada                                   | 344              | Grenada, stato insulare dell'America centrale. |
| 187                        | Malta                                     | 316              | Repubblica di Malta, stato insulare dell'Europa meridionale. |
| 188                        | Maldive                                   | 300              | Repubblica delle Maldive, stato insulare composto da un gruppo di atolli situati nell'Oceano Indiano a sud-ovest dell'India. |
| 189                        | Saint Kitts e Nevis                       | 261              | Federazione di Saint Kitts e Nevis, stato insulare dell'America Centrale. |
| 190                        | Isole Marshall                            | 181,3            | Repubblica delle Isole Marshall, stato insulare dell'Oceania. |
| 191                        | Liechtenstein                             | 160              | Principato del Liechtenstein, stato dell'Europa centrale, racchiuso tra la Svizzera e l'Austria; è un paese doppiamente senza sbocchi sul mare. |
| 192                        | San Marino                                | 61,2             | Repubblica di San Marino, stato senza sbocco al mare dell'Europa meridionale situato nel centro-nord della penisola italiana. |
| 193                        | Tuvalu                                    | 26               | Tuvalu, in precedenza conosciuta come Isole Ellice, è uno stato insulare polinesiano situata nell'Oceano Pacifico a metà strada tra le isole Hawaii e l'Australia. |
| 194                        | Nauru                                     | 21               | Repubblica di Nauru, stato insulare dell'Oceania della Micronesia, indipendente dal 1968, composto da una sola isola. |
| 195                        | Monaco                                    | 1,95             | Principato di Monaco, piccolo stato dell'Europa occidentale. |
| 196                        | Città del Vaticano                        | 0,44             | Stato della Città del Vaticano, città-Stato, un'enclave nel territorio del tessuto urbano della città di Roma. |